# Mårsomjaure
Mårsomjaure är en sjö i Arjeplogs kommun i Lappland och ingår i Piteälvens huvudavrinningsområde. Sjön har en area på 1,46 kvadratkilometer och ligger 428,9 meter över havet. Mårsomjaure ligger i Piteälven Natura 2000-område. Sjön avvattnas av vattendraget Piteälven.

## Delavrinningsområde
Mårsomjaure ingår i det delavrinningsområde (736153-162714) som SMHI kallar för Utloppet av Mårsomjaure. Medelhöjden är 448 meter över havet och ytan är 9,69 kvadratkilometer. Räknas de 254 avrinningsområdena uppströms in blir den ackumulerade arean 4 023,73 kvadratkilometer. Avrinningsområdets utflöde Piteälven mynnar i havet. Avrinningsområdet består mestadels av skog (51 procent) och sankmarker (31 procent). Avrinningsområdet har 1,73 kvadratkilometer vattenytor vilket ger det en sjöprocent på 17,8 procent.